# 피파로 진흙 화산
피파로 진흙 화산(영어:Piparo)은 트리니다드토바고의 프린스타운에 위치한 이화산이다. 1997년 대분출로 그 주변 마을이 거의 흔적도 없이 파괴되었다. 그 전인 1973년에도 한 번 작은 분출이 있었다. 1997년 분출 이후 휴면기에 들어간 화산은 2011년, 14년 만에 다시 분화를 시작했다. 지금까지도 소규모의 분화를 반복하고 있으며, 대체로 스트롬볼리식 분화 형태의 분출이 나타난다. 1930년에도 대분출이 있었는데, 그 때 역시 아주 격렬하게 분출하였다고 한다.

## 1930년 대분출
1930년에 이 진흙 화산이 분출하였을때, 분화가 20분 동안 지속되었으며 그 당시 무려 50만 입방야드의 진흙이 쏟아져 나오는 대분출이 되었다.

## 1997년 대분출
1997년, 화산이 다시 폭발하였다. 이 대분출 전에는 작은 이화산이었으나, 1997년 대분출로 인하여 높이 100m로 진흙이 분출하여, 크기가 확대화되었으며 그 주변의 모든 것들을 진흙이 휩쓸고 지나면서 하루아침에 폐허로 변하였다. 이로 인해 108명의 이재민이 발생하고 집에서 키우던 동물들은 진흙에 뭍히고 300명이 넘는 사람들이 피난하는 대참사가 발생하였다.

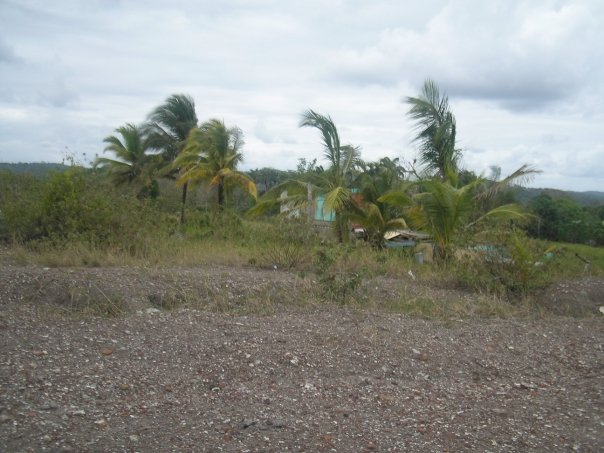
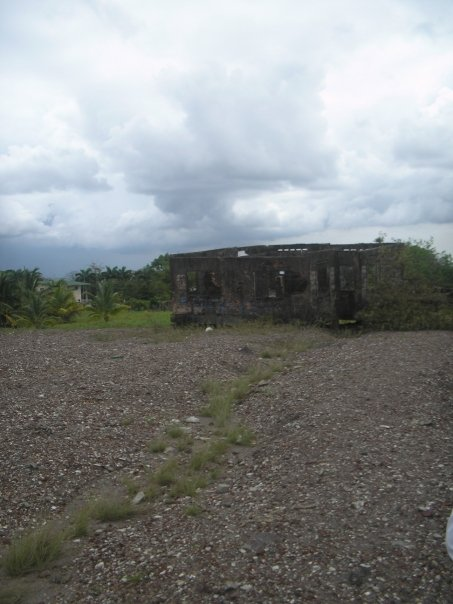
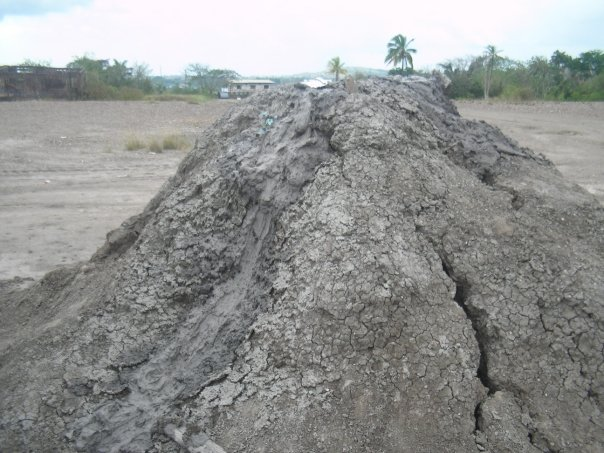